# 1958 w informatyce
Kalendarium informatyczne 1958 roku
- 7 lutego – Departament Obrony Stanów Zjednoczonych powołał agencję ARPA (od 1996 znaną jako DARPA[1][2].
- Przedstawiony został komputer system kontroli lotów SAGE[3].
- Amerykański inżynier Jack Kilby przedstawił prototyp układu scalonego, składającego się z płytki germanu o długości 1 cm. W następnych latach projekt Kilby’ego ulepszyli Jean Hoerni i Robert Noyce[4].
- Zbudowano XYZ, pierwszy polski komputer[5].
- John McCarthy opracował język programowania Lisp[6].
- Powstał język programowania ALGOL[7].